# Nikon D7000

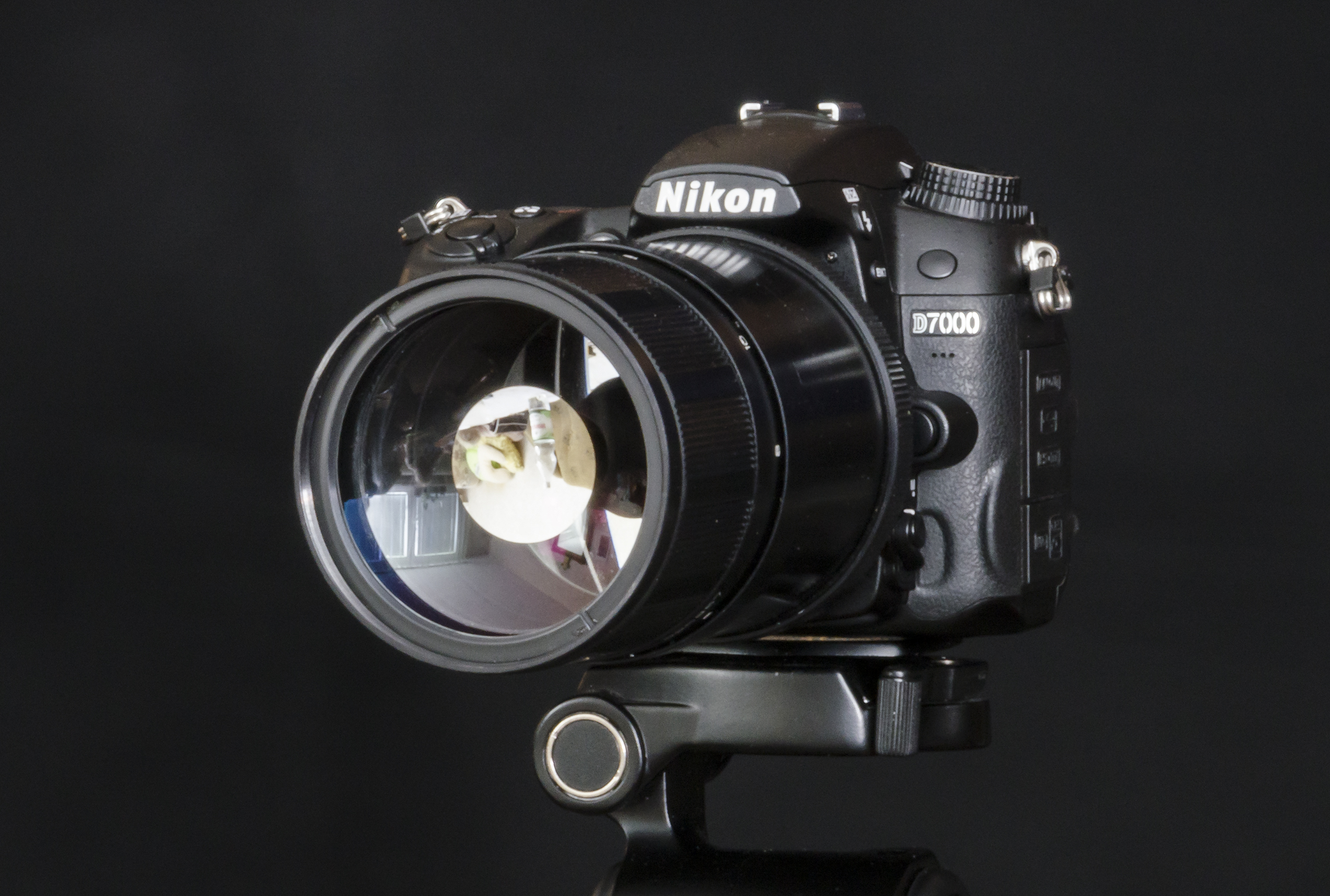
Nikon D7000 z obiektywem lustrzanym

Nikon D7000 – cyfrowa lustrzanka jednoobiektywowa z matrycą 16,2 Mpix, zaprezentowana przez firmę Nikon 15 września 2010. W czasie wprowadzania tego aparatu na rynek była to nowa klasa aparatu, umieszczająca go między profesjonalnym Nikon D300S, a zaawansowaną amatorską lustrzanką D90. D7000 oferuje wiele profesjonalnych cech, takich jak magnezowo-aluminiowa obudowa, dodatkowe uszczelnienia chroniące przed kurzem i wilgocią. 2016-segmentowy czujnik ekspozycji reagujący na kolor, wbudowany interwałometr, 39-polowy autofocus, podwójne gniazdo kart pamięci SD, wirtualny horyzont, a także zgodność z obiektywami manualnymi (bez autofocusa) AI, AI-S. Innymi wbudowany funkcjami są: bezprzewodowy wyzwalacz błysku, 2 tryby ustawień użytkownika, możliwość nagrywania filmów w rozdzielczości Full HD z autofocusem i dźwiękiem mono. Możliwość podłączenia zewnętrznego mikrofonu stereo, odbiornika GPS i karty sieci bezprzewodowej WLAN.
W roku 2011, aparat D7000 zdobył cztery nagrody: Red Dot Design Award, TIPA w kategorii "Najlepsza zaawansowana lustrzanka", EISA w kategorii "Najlepsza zaawansowana lustrzanka 2011-2012 w Europie" oraz nagrodę czytelników "CameraGP Japan 2011".
Następcą D7000 został Nikon D7100, co zostało ogłoszone 20 lutego 2013, jednakże Nikon utrzymał D7000 w sprzedaży jeszcze co przez kilka miesięcy.

## Lista właściwości
- Matryca Sony IMX071 o rozmiarze piksela 4.78µm
- Wbudowana zaawansowana obróbka zdjęć przy użyciu "Menu retuszu" bez użycia komputera
- Funkcja D-Lighting, poprawiająca jakość zdjęć przez rozjaśnianie cieni przy kontrastowych fotografiach
- Dwa tryby ustawień użytkownika
- Zaawansowane tryby ustawień balansu bieli
- 3-calowy wyświetlacz TFT o rozdzielczości 640x480, z kątem wyświetlania 170° oraz hartowanym szkłem.
- Funkcja "Podgląd na żywo"
- Wbudowany interwałometr
- Bufor pamięci przechowujący do 10 zdjęć w formacie RAW (Kompresja bezstratna, zapis 14 bitów)
- System pomiaru ekspozycji wykorzystujący 2016-pikselowy czujnik RGB
- Czujnika autofocusa Nikon Multi-CAM 4800DX z wykrywaniem fazy TTL, 39 polami AF (w tym dziewięć czujników typu krzyżowego)
- Tryby AF: Wykrywanie twarzy, szerokie pole, wąskie pole, śledzenie celu
- Dwa gniazda na karty pamięci SD. Zdjęcia na drugą kartę mogą być zapisywane po przepełnieniu pierwszej, jako kopia zapasowa (zdjęcia zapisywane są jednocześnie na obydwie karty) lub do zapisu zdjęć JPEG, podczas gdy na pierwszej karcie zapisywany jest format RAW
- Dodatkowe uszczelnienia chroniące aparat przed pyłem i wilgocią
- Górna i tylna część obudowy wykonana ze stopu magnezowo-aluminiowego
- Wbudowany system czyszczenia matrycy (automatycznie lub na żądanie)
- Możliwość podłączenia odbiornika GPS
- Formaty plików: JPEG, NEF (Nikon RAW) 12/14 bitów z kompresją bezstratną lub stratną, filmy w formacie MOV (H.264, dźwięk PCM]
- Bateria Litowo-Jonowa EN-EL15 wystarczająca na zrobienie około 1050 zdjęć
- Kompatybilne obiektywy: Nikkor z mocowaniem Nikon F, AF-S, AF-I, AF-D, AF-G, AI-P, inne manualne oraz innych firm
- Minimalny czas od włączenia do zrobienia pierwszego zdjęcia wynosi 52 ms[3]

## Dodatkowe akcesoria
- Nikon WT-4A - Transmitter dla sieci WLAN. Możliwe jest użycie rozwiązań firm trzecich, np. Eye-Fi[4]
- Nikon ML-L3 - Bezprzewodowy, na podczerwień pilot zdalnego sterowania
- Nikon GP-1 - odbiornik GPS
- Nikon MB-D11 - Wielofunkcyjny pojemnik na baterie
- Nikon CF-DC3 - Miękki futerał
- Różne lampy błyskowe Nikon Speedlight
- Inne akcesoria firmy Nikon, lub firm zewnętrznych. Między innymi: futerały, adaptery wizjera, obudowy do zdjęć podwodnych i inne